# بی‌سی فریز
بی‌سی فریز (انگلیسی: BC Ferries) شرکت کشتیرانی کانادایی است، که در سال ۱۹۶۰ تأسیس شد.